# デカメートル
デカメートル（decametre、記号：dam）は、国際単位系の長さの単位で、10メートル(m)に等しい。漢字では「籵」と表記する。

## 概要
101を表すSI接頭語であるD（//deka、読みはデカ）と基本単位のメートルとを組み合わせた単位である。
- 1 dam = 10 m

メートル ≪ デカメートル ≪ ヘクトメートル